# Knobelsdorf (Waldheim)
Knobelsdorf ist ein Ortsteil von Waldheim im sächsischen Landkreis Mittelsachsen. Gemeinsam mit anderen Ortsteilen bildet der Ort die Ortschaft Knobelsdorf.

## Lage

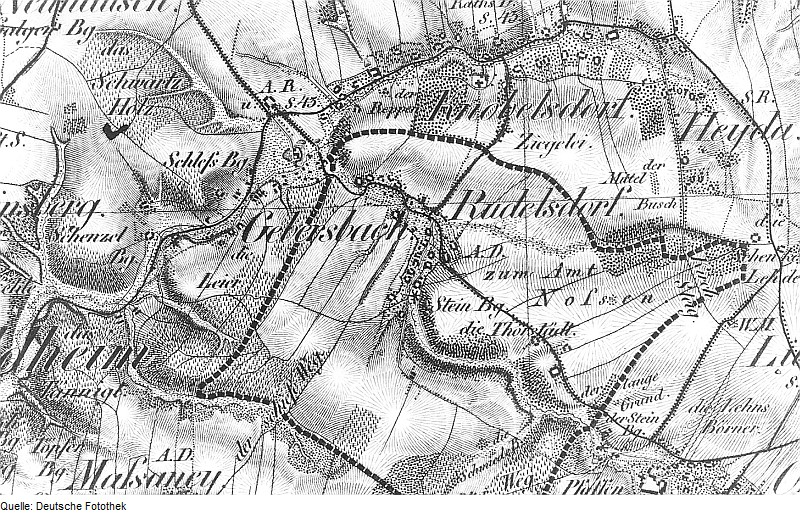
Knobelsdorf umgeben von seinen Nachbardörfern auf einer Karte von 1843

Das Waldhufendorf Knobelsdorf liegt rund 5 km nordöstlich von Waldheim und ebensoweit südwestlich von Döbeln etwa in der Mitte des Dreiecks Chemnitz-Dresden-Leipzig auf rund 238 m. Direkt an Knobelsdorf grenzt westlich Gebersbach und östlich Heyda. Weitere Verkehrsanbindungen als die Durchgangsstraße bestehen nicht.

## Geschichte
Die Geschichte des Ortes geht mindestens auf das Jahr 1203 zurück, als Isenhardus de Clouelokesdorp erwähnt wurde. Spätere Nennungen sind Kloblochsdorf (1265), Cnovelochistorph (1293), Knobelouchstorf (1378), Knoblachstorff (1465), Knobelstorff (1486) und Knobelsdorff (1547). Entsprechend seiner Lage gehörte der Ort 1378 zum castrum Döbeln. Später war der Ort zwischen verschiedenen Rittergütern und Ämtern aufgeteilt. Im Detail war die Zugehörigkeit wie folgt: 1554 Amt Meißen, Amt Döbeln; 1696 Amt Leisnig, Amt Rochlitz, Erbamt Meißen; 1764 Erbamt Meißen, Amt Leisnig, Amt Rochlitz; 1816 Amt Rochlitz, Amt Leisnig; 1843 Amt Leisnig, Amt Rochlitz. Später gehörte der Ort zum Gerichtsamt Waldheim, der Amtshauptmannschaft und dem Landkreis Döbeln, bis dieser 2008 im heutigen Landkreis aufging.

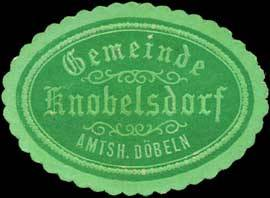
Siegelmarke der Gemeinde (zwischen 1850 und 1923)

Im Laufe der Jahrhunderte gehörte der Ort auch zu verschiedenen Rittergütern bzw. Städten; im Detail wie folgt: 1551 Rittergüter Kriebstein und Ortdorf, anteilig Amtsdörfer Döbelns und Meißens sowie dem Rat zu Döbeln zugehörig; 1696 und 1764 Amtsdorf Meißen, Rat zu Döbeln und Rittergut Ehrenberg. Knobelsdorf hat 1950 Heyda eingemeindet und wurde 1970 mit Gebersbach zu Gebersbach-Knobelsdorf fusioniert. Seit 1994 gehörte der Ort zur Gemeinde Ziegra-Knobelsdorf und seit der Aufteilung dieser Gemeinde zur Stadt Waldheim.
| Jahr      | 1547/51                                   | 1764                         | 1834 | 1871 | 1890 | 1910 | 1925 | 1939 | 1946 | 1950 | 1964 |
| --------- | ----------------------------------------- | ---------------------------- | ---- | ---- | ---- | ---- | ---- | ---- | ---- | ---- | ---- |
| Einwohner | 14 besessene Mann, 9 Gärtner, 28 Inwohner | 25 besessene Mann, 2 Häusler | 226  | 237  | 191  | 186  | 236  | 151  | 290  | 475  | 350  |

1925 lebten im Ort 207 Lutheraner und 29 Katholiken.

## Ortschaft Knobelsdorf
Gemeinsam mit den Orten Gebersbach, Heyda, Meinsberg, Neuhausen und Rudelsdorf bildet der Ort die Ortschaft Knobelsdorf. Alle Orte waren früher Teil der Gemeinde Ziegra-Knobelsdorf. Der Ortschaftsrat der Ortschaft besteht aus 8 Mitgliedern, der auch einen Ortsvorsteher wählt.

## Belege
1. 1 2  Knobelsdorf (1) – HOV | ISGV. Abgerufen am 27. März 2024.
2. ↑  Stadt Waldheim: Hauptsatzung der Stadt Waldheim. 14. November 2014, abgerufen am 27. März 2024 (Die Hauptsatzung ist unter der angegebenen Internetadresse herunterladbar.).